# Controller.controller
controller.controller war eine Indie-Rock-Band aus Toronto, Kanada.
Der Name der Gruppe geht auf den Titel eines Liedes der kanadischen Band Shotmaker zurück.

## Geschichte
controller.controller wurde im Herbst 2002 von Ronnie Morris gegründet. Nach und nach stießen Colwyn Llewellyn-Thomas, Jeff Scheven und Scott Kaija dazu. Vervollständigt wurde die Band durch Nirmala Basnayake (* 28. Februar 1976), einer Kanadierin sri-lankischer Abstammung. controller.controller veröffentlichten 2005 ihr Debütalbum X-Amounts beim kanadischen Independent-Label Paper Bag Records. Nachdem Basnayake im Oktober 2006 ihren Ausstieg aus der Band bekanntgab, löste sich die Band auf.

## Stil
controller.controller zeichnen sich insbesondere durch ihren rhythmischen Post-Punk-Rock sowie durch die markante Stimme ihrer Sängerin aus.

## Diskografie
- 2004: History (EP, Paper Bag Records)
- 2005: X-Amounts (Album, Paper Bag Records)
- 2006: PF (Single, Paper Bag Records)